# 达维德·盖
达维德·盖（法語：David Guez，1982年12月8日—）是一位法國職業網球運動員。

## 外部連結
- 达维德·盖（英文/西班牙文）的官方資料
- 达维德·盖的國際網球總會 職業／青少年 官方資料（英文）
- 达维德·盖的官方資料（英文）